# Papiro X di Leida

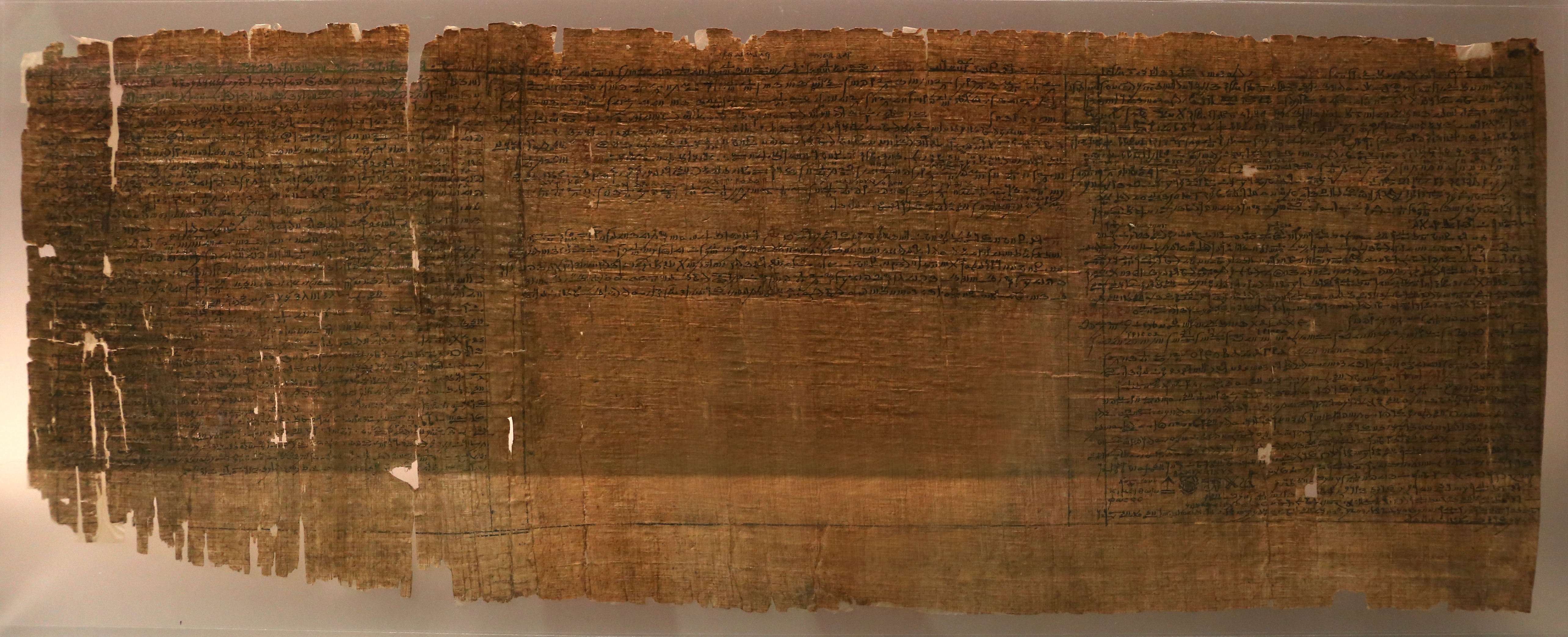
Papiro X di Leida

Il papiro X di Leida è un codice scritto su papiro in lingua greca alla fine del III o all'inizio del IV secolo, probabilmente rinvenuto nel sito archeologico di Tebe, anche se è possibile sia stato ritrovato altrove. È conservato presso il Rijksmuseum van Oudheden di Leida.
Questo papiro contiene alcuni antichi testi alchemici, soprattutto riguardo alla produzione di tinture e di leghe metalliche di aspetto simile all'oro e all'argento.

## Scoperta
Il papiro di Leida fu scoperto insieme al papiro di Stoccolma nel 1828 a Tebe. È stata avanzata in passato l'ipotesi che sia stato scritto dallo stesso scriba, e a numerosi papiri magici greci, da Anastasi ad Alessandria.
Quando i papiri di Anastasi furono trasferiti presso la biblioteca dell'università di Leida, furono classificati sommariamente con una lettera a pedice: "papiro A", "papiro B". La prima pubblicazione che riguarda il papiro risale al 1843, ed i testi furono pubblicati da Leemans con una traduzione latina, nel 1885.
Il papiro è correlato con alcuni papiri magici greci,, e con la Mappae clavicula.

## Descrizione
Il papiro è un esempio di ricettario tecnico dell'antichità. Contiene alcune conoscenze tecniche artigianali, relative all'area egizia e mediorientale. Il contenuto potrebbe essere collegato con i manoscritti di Bolo di Mende e di Teofrasto di Eredi.
Alcuni ritengono che i procedimenti descritti siano come spesso succede più antichi del papiro. I procedimenti in effetti al tempo erano normalmente trasmessi oralmente dagli artigiani. È stata avanzata in particolare l'ipotesi che il testo sia collegato ad un trattato precedente, del I secolo: Physica et mystica, attribuibile allo Pseudo-Democrito.
Il papiro è in uno stato di conservazione relativamente buono ed è scritto in scrittura onciale, regolare (cioè senza corsivo). Non sono presenti legature. Il papiro quindi probabilmente proviene da una biblioteca, e non da un laboratorio.

## Composizione
Il papiro contiene dieci fogli. Ogni foglio misura circa 30 cm x 34 cm. I fogli sono rilegati sul lato lungo, e ogni foglio ha due pagine. Sedici pagine sono scritte, e quattro pagine sono vuote. Le pagine scritte contengono ciascuna circa dalle 28 alle 47 righe.

## Contenuto
Il papiro contiene circa 100 ricette tecniche antiche, e dieci passi estratti dal De materia medica di Dioscoride di Anazarbo.
Le ricette non hanno un ordine preciso: trattano la lavorazione dei metalli e delle leghe, dell'oro e dell'argento, degli inchiostri metallici (le ricette dalla 1 alla 88), e dei coloranti per stoffe (ricette dalla 89 alla 99).
Le ricette non sono dettagliate: probabilmente servivano solo da promemoria.
La presentazione è prettamente pratica. Contiene alcuni passi simbolici ed esoterici, talvolta collegabili alle dottrine alchemiche. Contiene anche alcuni procedimenti per creare leghe metalliche che somigliano all'oro e all'argento.
I procedimenti per imitare i materiali preziosi ha fatto pensare talvolta in passato che il papiro fosse destinato a falsari. È più probabile invece che si tratti di un testo di alchimia.
Il papiro è stato tradotto in italiano e ripubblicato nel 2004, da Adriano Caffaro e da Giuseppe Falanga.